# Església de Nostra Senyora dels Àngels de Pollença
L'Església de Nostra Senyora dels Àngels és la parròquia del poble de Pollença. Segons els "Paborde de Tarragona", el Dr. Ferrer de Sant Martí, es fundà i dividí en 1236 les esglésies parroquials de l'illa, d'entre elles la de Pollença. El bisbe de Mallorca, Ramon de Torrella donà la parròquia de Pollença als templers, com a part de la porció de terrenys entregades a aquest orde militar. Segons la documentació històrica que es guarda, el bisbe mallorquí els obligà a complir algunes condicions. Les desavinences entre les dues parts acabaren el 21 de maig de 1257, cedint la parròquia a fra Arnau, comendador de l'Orde i als seus successors a pagar obligatòriament cada any al bisbe deu morabatins. Abolida l'orde del Temple, la direcció de la parròquia passà a una altra orde militar, la de l'Hospital de Sant Joan de Jerusalem o Orde de l'Hospital, fins al segle xix.
No seria fins al segle xiv que es construís l'edifici parroquial. Llavors, la capella de Sant Antoni de Viana, Sant Joan Baptista, la de Sant Miquel Arcàngel i la de Sant Cristòfor ja estaven acabades. En 1393 es tornà a edificar el cor, davant el perill de ruïna. En 1432 va tornar a tenir el mateix problema, a causa de les abundants pluges que ocasionaren moltes goteres dins l'edifici. En els pròxims cent cinquanta anys, la reconstrucció de l'edifici es va fer bastant costosa.
Al segle xiv el conegut pintor mallorquí, Francesc Comes pare, treballà a la parròquia fins a la data de la seva desaparició. El seu fill, del mateix nom, també pintà per la parròquia pollentina i d'ell només es conserva la taula central de la Mare de Déu de la Humilitat, documentada en 1390.
La parròquia estava dedicada a la Verge Maria, patrona de la vila i a l'arcàngel Sant Miquel; així ho confirmà amb la butlla del papa Innocenci IV, refrendada a Lió per abril de 1248. Més endavant, el 10 de juny de 1607, el vicerrector Francesc Caselles presentà una súplica al Consell de Pollença per canviar la data de la festa de la patrona, fins llavors el 15 d'agost, pel 2 d'agost; també es considerà nomenar patrona de Pollença a la Verge Maria que passarà a dir-se Nostra Senyora dels Àngels, nom que li ve de 1565, quan a la imatge de la verge li col·locaren les figures de dos àngels, des de llavors fou proclamada com "Reina dels Àngels, titular i patrona de la parròquia pollensina".
En 1790 s'acabà de construir la darrera volta. El seu interior és bastant espaiós i de bones proporcions. La nau principal està lleugerament apuntada i dividida per set arcs torals que separen altres voltes. L'absis és semicilíndric i cobert per una volta amb forma de copinya.
L'actual edifici parroquial fou construït durant el segle xviii (1714-1790). El rellotge actual que penja de la torre-campanar de l'església fou col·locat el 29 de novembre de 1844, vigília del dia de Sant Andreu.
Les capelles de la part de l'epístola són dedicades a: Sant Francesc Xavier, al Crist de les Ànimes del Purgatori, a Sant Antoni de Viana, a Sant Sebastià i a la beata Sor Caterina Tomàs i Gallard.
Les capelles de la part de l'evangeli són dedicades a: Sant Josep, a La Puríssima, a Sant Jaume, a l'Assumpció de la Verge i al Bon Jesús.
Pràcticament, l'església és del barroc així com els retaules, estil de l'època que es donaren per acabades les obres parroquials.